# José Ferreira Paes Landim Neto
José Ferreira Paes Landim Neto, mais conhecido como Ferreira Neto, (São Raimundo Nonato, 1º de junho de 1957) é um advogado e político brasileiro, outrora deputado estadual pelo Piauí.

## Dados biográficos
Filho de Gaspar Dias Ferreira e Terezinha de Castro Ferreira. Advogado, elegeu-se segundo suplente de deputado estadual pelo PFL em 1990, mas exerceu o mandato por toda a legislatura: primeiro com a nomeação de parlamentares para o secretariado do governador Freitas Neto e depois com a escolha de alguns deputados estaduais para o Tribunal de Contas do Piauí. Reeleito em 1994, foi substituído na Assembleia Legislativa do Piauí por seu irmão, Edson Ferreira.
Tesoureiro da prefeitura de Guaribas entre janeiro de 2001 e junho de 2003 (na administração Reginaldo Correia da Silva) foi condenado por crime de responsabilidade a uma pena restritiva de direitos.
Seu pai foi prefeito de São Raimundo Nonato, assim como seu irmão, Avelar de Castro Ferreira.